# Bannigol, Lingsugur
Bannigol là một làng thuộc tehsil Lingsugur, huyện Raichur, bang Karnataka, Ấn Độ.